# Amphimasoreus
Amphimasoreus is een geslacht van kevers uit de familie van de loopkevers (Carabidae). De wetenschappelijke naam van het geslacht is voor het eerst geldig gepubliceerd in 1875 door Piochard de la Brulerie.

## Soorten
Het geslacht Amphimasoreus is monotypisch en omvat slechts de volgende soort:
- Amphimasoreus amaroides Piochard de la Brulerie, 1875